# Mistrovství Evropy v plaveckých sportech 1977
Mistrovství Evropy v plaveckých sportech za rok 1977 proběhlo v Jönköpingu, Švédsko ve dnech 14. až 21. srpna 1977.
Soutěže
- Plavání
- Skoky do vody
- Umělecké plavání
- Vodní pólo